# Trypanosoma melophagium
Trypanosoma melophagium  – kinetoplast, należący do królestwa protista. Jest pasożytem owiec i jest uważany za niechorobotwórczy.
T. melophagium osiąga maksymalnie długość 40–60 μm.
Wpleszcz (Melophagus ovinus) jest drugim żywicielem i jednocześnie przenosicielem T. melophagium. W jego jelitach następuje cyklomorfoza.